# Patryk Małecki
Patryk Adrian Małecki (ur. 1 sierpnia 1988 w Suwałkach) – polski piłkarz, występujący na pozycji pomocnika w polskim klubie Avia Świdnik. W latach 2009–2011 reprezentant Polski.

## Kariera klubowa

### Początki kariery
Małecki rozpoczął swoją karierę w drużynie Wigier Suwałki, gdzie trafił jako sześciolatek, mimo że wówczas do drużyny juniorskiej przyjmowano od ósmego roku życia. Od samego początku występował jako napastnik, a dzięki swojej postawie kilkukrotnie był zapraszany na treningi pierwszego zespołu.
W wieku 13 lat przeniósł się do Wisły Kraków, gdzie ściągnął go ówczesny prezes klubu Bogdan Basałaj. Po transferze Małecki utrzymał formę, zdobywając w jednym ze spotkań 12 bramek.

### Wisła Kraków

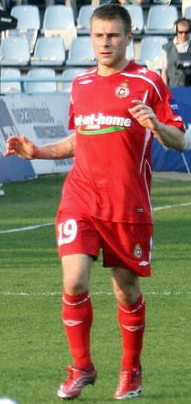
Małecki w barwach Wisły

W lutym 2006 roku, za kadencji Dana Petrescu, Małecki został włączony do kadry pierwszej drużyny. W kwietniu wraz z reprezentacją Małopolski wziął udział w rozgrywanym w Rzymie turnieju o Puchar Karola Turnieju, po którym zainteresowanie jego osobą wyraziło włoskie S.S. Lazio. W tym czasie Petrescu zdecydował się przekwalifikować Małeckiego na prawego pomocnika i właśnie na tej pozycji wystawił go podczas towarzyskiego spotkania ze szkockim Celtikiem.
10 września oficjalnie zadebiutował w barwach Wisły podczas ligowego spotkania z Pogonią Szczecin. 30 listopada rozegrał pierwsze spotkania w europejskich pucharach, gdy Wisła zmierzyła się ze szwajcarskim FC Basel w ramach fazy grupowej Pucharu UEFA. Podczas przerwy przed rundą wiosenną sezonu 2006/07, Małecki był, obok Tomasza Dawidowskiego, najlepszym strzelcem Wisły w okresie przygotowawczym. Zadowolenia z postawy piłkarz nie krył nowy trenery Wisły, Adam Nawałka, który stwierdził, iż Małecki może być odkryciem rundy wiosennej. 4 marca 2007 roku w swoim drugim spotkaniu w Ekstraklasie, w którym Wisła mierzyła się z Górnikiem Zabrze, Małecki zdobył swoją pierwszą bramkę w lidze. Za występ w tym meczu był chwalony przez Nawałkę oraz prezesa klubu Mariusza Helera. Dzień później podczas treningu doznał złamania kości strzałkowej i do gry wrócił dopiero 13 maja.

### Wypożyczenie do Zagłębia Sosnowiec
Kiedy trenerem Wisły Kraków został Maciej Skorża, Małecki został przesunięty na prawą stronę pomocy, jednak wskutek dużej konkurencji w drużynie nie miał on zbyt wielkich szans na grę. Z tego też powodu w lutym 2008 roku został na pół roku wypożyczony do Zagłębia Sosnowiec. W nowych barwach zadebiutował 23 lutego podczas zremisowanego 0:0 meczu ligowego z Ruchem Chorzów, gdy w 73. minucie zmienił na boisku Marcina Folca. Niespełna tydzień później w przegranym 0:1 spotkaniu z Polonią Bytom Małecki po raz pierwszy wyszedł w podstawowym składzie, występując przez pełne 90 minut. 20 marca zdobył swoją pierwszą bramkę dla klubu podczas przegranego 1:3 meczu z ŁKS-em Łódź. Ostatecznie w barwach Zagłębia rozegrał 11 spotkań ligowych i zdobył dwie bramki, zaś po powrocie do Wisły mógł cieszyć się z Mistrzostwa Polski.

### Powrót do Wisły

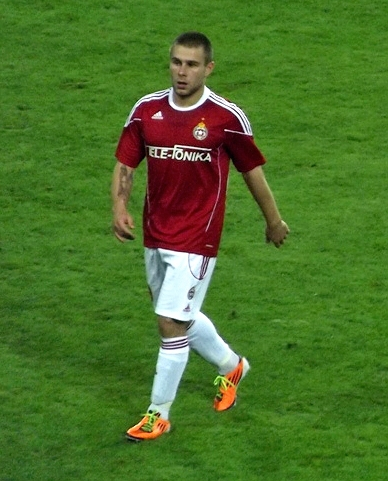
Małecki w 2010 roku

Nowy sezonu z Wiśle Małecki rozpoczął jako rezerwowy. Najczęściej pojawiał się na boisku wchodząc z ławki rezerwowych, nie przeszkodziło mu to jednak w zaliczeniu asyst podczas spotkań z Piastem Gliwice i Górnikiem Zabrze. Kolejny raz asystował podczas derbowego meczu z Cracovią, rozegranym w ramach Pucharu Ekstraklasy. Dzięki dobrym występom Małecki przebił się do podstawowego składu Wisły, wygrywając rywalizację z Wojciechem Łobodzińskim. Przez kibiców Wisły został wybrany najlepszym zawodnikiem klubu w listopadzie. Małecki zakończył sezon z dorobkiem 27 meczów ligowych, w których zdobył 5 bramek, a na dodatek po raz drugi sięgnął z klubem po mistrzostwo kraju.

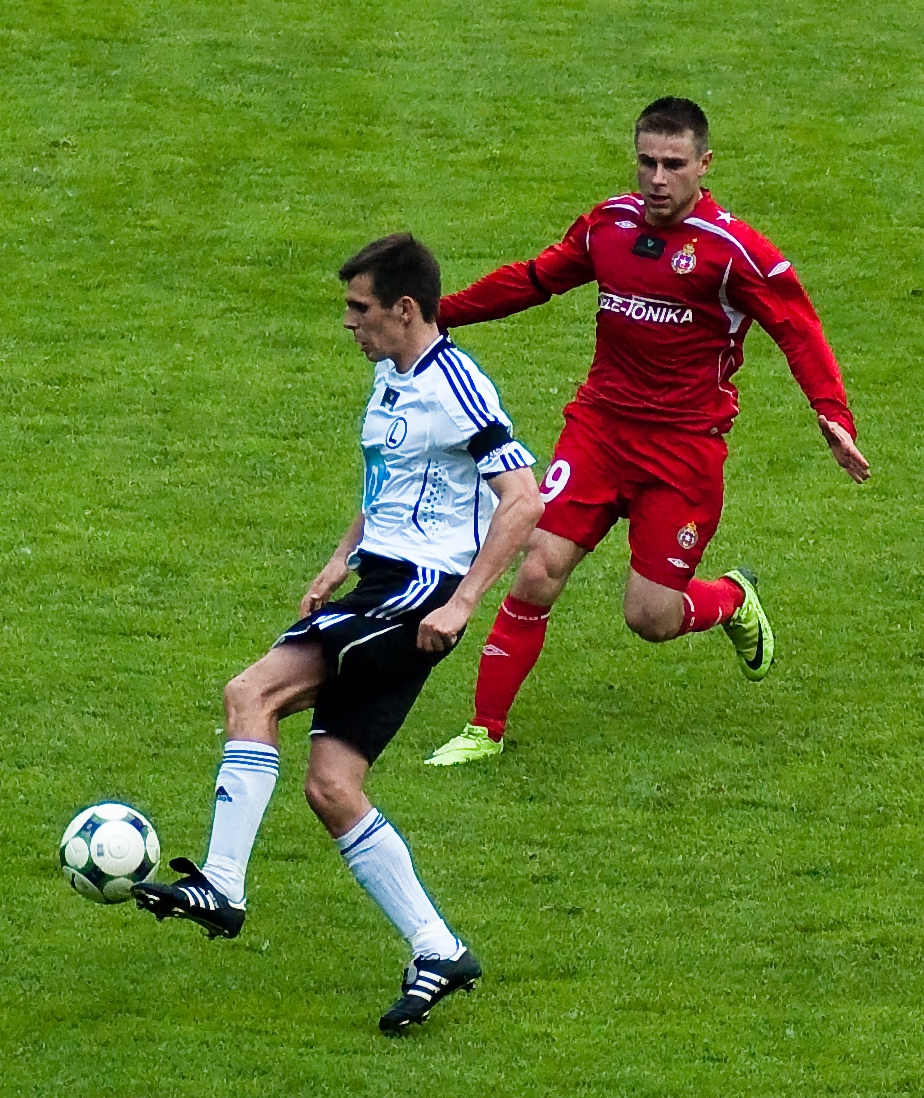
Tomasz Kiełbowicz i Patryk Małecki

Kolejne rozgrywki rozpoczął jako podstawowy gracz Wisły, jednak Maciej Skorża zdecydował się przestawić go z pozycji skrzydłowego na ustawionego tuż za Pawłem Brożkiem cofniętego napastnika. Udane występy na początku rundy zaowocowały pierwszym powołaniem do reprezentacji Polski. 1 października 2009 roku Małecki podpisał z klubem nowy, pięcioletni kontrakt. 13 grudnia 2009 roku na gali tygodnika Piłka Nożna został uhonorowany tytułem Odkrycia Roku 2009. Decyzją piłkarzy oraz trenerów klubów Ekstraklasy zdobył również Piłkarskiego Oscara w kategorii „Odkrycie roku – nadzieja na Euro 2012”.
9 lipca 2010 roku na obozie przygotowawczym do sezonu 2010/11 Małecki odmówił wejścia na boisko podczas sparingu z Hannoverem 96. Kilka dni później Wisła nałożyła na niego karę finansową, a sam zawodnik przeprosił za swoje zachowanie w oświadczeniu na oficjalnej stronie klubu. Nowe rozgrywki Ekstrklasy Małecki rozpoczął od zdobycia zwycięskiej bramki w spotkaniu pierwszej kolejki z Arką Gdynia. 28 sierpnia w meczu z Polonią Bytom, będącym jednocześnie pierwszym spotkaniem pod wodzą nowego trenera, Roberta Maaskanta, Małecki zdobył bramkę, mimo to jednak w kolejnych trzech spotkaniach wchodził na boisko z ławki rezerwowych. Do podstawowego składu Wisły powrócił dopiero 1 października w zremisowanym 0:0 meczu ze Śląskiem Wrocław i od tego czasu na stałe zadomowił się w wyjściowej jedenastce. Zdobywał bramki w spotkaniach z Lechią Gdańsk oraz Legią Warszawa, zaś w spotkaniu z Polonią Warszawa po jego zagraniu samobójczego gola dającego zwycięstwo Wiśle strzelił Dariusz Pietrasiak. Rundę rewanżową ponownie rozpoczął od zdobycia zwycięskiej bramki w meczu z Arką, a tydzień później podczas wygranego 3:1 meczu z Ruchem Chorzów asystował przy golu Andraža Kirma. W kolejnych spotkaniach, z Widzewem Łódź i Polonią Bytom, zdobywał po bramce. 15 maja 2011 roku w meczu derbowym z Cracovią zanotował asystę przy zwycięskim golu Maora Meliksona, zaś Wisła na trzy kolejki przed końcem sezonu zapewniła sobie tytuł Mistrza Polski. Podczas samego spotkania Małecki obraził pomocnika Cracovii, Saïdiego Ntibazonkizę, za co Wisła nałożyła na piłkarza kolejną karę finansową.

### Pogoń Szczecin

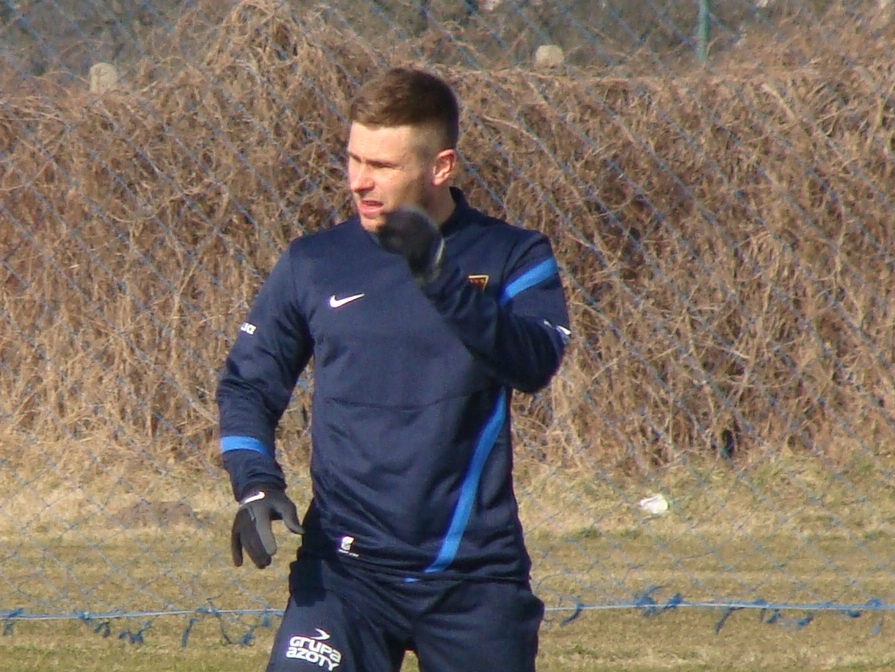
Patryk Małecki podczas treningu Pogoni Szczecin

3 stycznia 2014 roku Małecki został zawodnikiem Pogoni Szczecin, z którą związał się 2,5-letnim kontraktem. Już po transferze przyznał, że powodem jego odejścia był konflikt z trenerem Smudą. Już w pierwszym meczu w nowym klubie piłkarz wyszedł w wyjściowym składzie. Łącznie w sezonie 2013/2014 zaliczył 994 minuty, jednak ani razu nie trafił do bramki. Pierwszą asystę zaliczył w następnym sezonie w spotkaniu z Podbeskidziem Bielsko-Biała. We wrześniu 2014 roku, w meczu Pucharu Polski przeciw Dolcanowi Ząbki, Małecki wszedł na boisko na ostatnie 27 minut i strzelił dwie bramki dające Pogoni awans do następnej rundy. W następnym meczu Pucharu Polski, Małecki zerwał więzadła krzyżowe w kolanie. Była to jak do tej pory najpoważniejsza kontuzja w jego zawodowej karierze. Łącznie, biorąc pod uwagę wszystkie rozgrywki Małecki rozegrał w barwach Pogoni 44 mecze, w których strzelił 3 bramki i zanotował 4 asysty.

### Drugi powrót do Wisły
14 stycznia 2016 roku, po wygaśnięciu kontraktu z Pogonią Szczecin, Patryk Małecki powrócił do Krakowa. Zawodnik uwielbiany przez tamtejszych kibiców, m.in. z powodu przywiązania do klubowych barw, związał się z Wisłą 2,5-letnim kontaktem.

### Wypożyczenie do Spartaka Trnawa
1 września 2018 oficjalnie poinformowano, iż Małecki został wypożyczony do mistrza Słowacji, klubu Spartak Trnawa. Z klubem zdobył Puchar Słowacji.

### Powrót do Zagłębia
21 czerwca 2019 Zagłębie Sosnowiec poinformowało o podpisaniu z Małeckim dwuletniego kontraktu z opcją przedłużenia o rok. Był to powrót pomocnika do sosnowieckiego klubu po jedenastu latach.
13 maja 2021 Małecki został przez Komisję Dyscyplinarną PZPN ukarany dwumiesięczną dyskwalifikacją, a także karą pieniężną w wysokości 10 tysięcy złotych w związku ze zdarzeniami po rozegranym 27 marca meczu Zagłębia ze Stomilem Olsztyn (2:1), w tym uderzenia i kierowania gróźb karalnych wobec pierwszego trenera Stomilu, Adama Majewskiego. Klub już wcześniej zawiesił Małeckiego w prawach zawodnika.

## Kariera reprezentacyjna

### U-15 i U-16
Małecki wielokrotnie reprezentował Polskę w juniorskich oraz młodzieżowych reprezentacjach. 13 kwietnia 2003 roku zadebiutował w reprezentacji Polski do lat 15, w meczu z Rosją. No boisku pojawił się w 41 minucie spotkania. 25 sierpnia zagrał w barwach reprezentacja Polski U-16 w meczu ze Szwecją. W tym spotkaniu zdobył swoją pierwszą bramkę w barwach narodowych. Dwa dni później zagrał w drugim meczu reprezentacji ze Szwecją.

### U-18
W sierpniu 2005 roku Małecki pojechał razem z reprezentacją Polski do lat 18 na międzynarodowy turniej im. Václava Ježka. W pierwszym meczu turnieju ze Słowacją strzelił jedyną bramkę dla Polaków. W drugim spotkaniu z Węgrami zdobył hat-tricka. Wystąpił również w trzecim meczu grupowym z Ukrainą. W meczu o trzecie miejsce w turnieju reprezentacja Polski zmierzyła się ze Słowenią. Spotkanie zakończyło się zwycięstwem Polski, a Małecki zdobył pierwszą bramkę dla reprezentacji w tym meczu. Patryk Małecki został wybrany najlepszym zawodnikiem turnieju im. Václava Ježka. 10 listopada zagrał w towarzyskim spotkaniu z reprezentacją Szwajcarii. W kwietniu 2006 roku wystąpił na turnieju „SLOVAKIA CUP 2006”, gdzie zagrał we wszystkich czterech meczach jakie rozegrała reprezentacja Polski do lat 18 na tym turnieju i zdobył z drużyną trzecie miejsce.

### U-19
W sierpniu 2006 wystąpił w barwach reprezentacji Polski U-19 w dwóch meczach towarzyskich z reprezentacją Norwegii. W październiku zagrał w trzech meczach pierwszej rundy eliminacyjnej do Mistrzostw Europy U-19. Reprezentacja Polski zajęła drugie miejsce w grupie i awansowała do drugiej rundy eliminacji. W grudniu Małecki zagrał w dwóch towarzyskich spotkaniach z reprezentacją Portugalii. 6 lutego 2007 roku wystąpił w towarzyskim meczu z reprezentacją Anglii. W meczach drugiej rundy eliminacyjnej do Mistrzostw Europy U-19 już nie zagrał, z powodu kontuzji jakiej doznał w marcu podczas treningu Wisły Kraków.

### U-20 i Mistrzostwa Świata
W maju 2007 roku został powołany przez trenera Michała Globisza do reprezentacji Polski do lat 20 na czerwcową konsultację szkoleniową oraz towarzyski turniej który został rozegrany w Jordanii. Małecki przedwcześnie wrócił ze zgrupowania reprezentacji 8 czerwca z powodu kontuzji. Kilka dni później został powołany do kadry na Mistrzostwach Świata U-20 w Kanadzie. Małecki miał pewne miejsce w podstawowym składzie reprezentacji i wystąpił we wszystkich trzech meczach grupowych. W meczu z Brazylią po faulu na nim został podyktowany rzut wolny, z którego zwycięską bramkę zdobył Grzegorz Krychowiak. W spotkaniu z USA asystował przy bramce strzelonej przez Dawida Janczyka. Polacy zajęli drugie miejsce w grupie i awansowali do następnej rundy, w której zmierzyli się z Argentyną. Małecki zaliczył w tym meczu asystę przy jedynej bramce dla Polaków strzelonej przez Janczyka. Polska przegrała to spotkanie 1:3 i odpadła z dalszego turnieju. Małecki grał na mistrzostwach we wszystkich czterech meczach przez pełne 90 minut.

### U-21
W reprezentacja Polski U-21 zadebiutował 22 sierpnia 2007 roku, w spotkaniu eliminacji do Mistrzostw Europy 2009 z Gruzją. Na boisku pojawił się po przerwie, w 83 minucie meczu asystował przy bramce strzelonej przez Radosława Majewskiego na 3:1 dla Polski. 7 września zagrał w następnym spotkaniu eliminacji z Rosją. 19 sierpnia 2008 roku zagrał przez pełne 90 minut w półfinałowym meczu z Irlandią, podczas Międzynarodowego Turnieju imienia Wałerija Łobanowskiego. W spotkaniu finałowym, w którym Polacy pokonali Bułgarię nie zagrał. 9 września Małecki zagrał w spotkaniu eliminacji Mistrzostw Europy U-21 z Gruzją. W 73 minucie spotkania piłka po jego strzale trafiła w słupek. 27 marca 2009 roku zdobył dwie bramki w towarzyskim meczu z Łotwą, który zakończyło się wynikiem 2:2. 5 czerwca zdobył jedyną dla Polski bramkę w meczu ze reprezentacją Szwecji, która przygotowywała się do występu na Mistrzostwach Europy U-21, które odbyły się w tym kraju. 9 czerwca w spotkaniu eliminacji Mistrzostw Europy 2011 z Liechtensteinem asystował przy bramce strzelonej przez Macieja Rybusa. W tym samym meczu piłka po jego strzale trafiła w słupek. 12 sierpnia w towarzyskim meczu z reprezentacją Francji zdobył piękną bramkę z rzutu wolnego. W tym samym meczu asystował również przy golu Macieja Korzyma, a mecz zakończył się wynikiem 2:2. We wrześniu zagrał w meczu eliminacji Mistrzostw Europy 2011 z Hiszpanią. Dostał w tym meczu żółtą kartkę, dlatego nie mógł wystąpić w następnym meczu eliminacji z Finlandią. 9 października, w kolejnym meczu eliminacji z Liechtensteinem, strzelił dwa gole. Cztery dni później w spotkaniu z Holandią nie wykorzystał rzutu karnego, a Polska przegrała mecz 0:4.

### Reprezentacja seniorska
W październiku 2009 roku został po raz pierwszy powołany do pierwszej reprezentacji Polski przez nowego selekcjonera Franciszka Smudę, na towarzyskie mecze z Rumunią i Kanadą. 14 listopada zadebiutował w reprezentacji Polski, w spotkaniu z Rumunią. Na boisku pojawił się w 70. minucie meczu. Pierwszego gola w seniorskiej reprezentacji strzelił w spotkaniu z Tajlandią. Drugą bramkę zdobył trzy dni później w spotkaniu z Singapurem.

## Statystyki kariery klubowej
(aktualne na dzień 28 czerwca 2019)
| Klub                      | Sezon             | Liga              | Liga  | Liga   | Puchar kraju | Puchar kraju | Puchar ligi | Puchar ligi | UEFA  | UEFA   | Inne  | Inne   | Suma  | Suma   |
| Klub                      | Sezon             | Liga              | Mecze | Bramki | Mecze        | Bramki       | Mecze       | Bramki      | Mecze | Bramki | Mecze | Bramki | Mecze | Bramki |
| ------------------------- | ----------------- | ----------------- | ----- | ------ | ------------ | ------------ | ----------- | ----------- | ----- | ------ | ----- | ------ | ----- | ------ |
| Wisła Kraków              | 2006/07           | I liga            | 5     | 1      | 0            | 0            | 6           | 0           | 1     | 0      | –     | –      | 12    | 1      |
| Wisła Kraków              | 2007/08           | I liga            | 7     | 0      | 2            | 0            | 6           | 1           | –     | –      | –     | –      | 15    | 1      |
| Zagłębie Sosnowiec (wyp.) | 2007/08           | I liga            | 11    | 2      | 0            | 0            | 0           | 0           | –     | –      | –     | –      | 11    | 2      |
| Wisła Kraków              | 2008/09           | Ekstraklasa       | 27    | 5      | 4            | 0            | 4           | 0           | 4     | 0      | 1     | 0      | 40    | 5      |
| Wisła Kraków              | 2009/10           | Ekstraklasa       | 29    | 8      | 3            | 3            | –           | –           | 2     | 0      | 1     | 0      | 35    | 11     |
| Wisła Kraków              | 2010/11           | Ekstraklasa       | 28    | 7      | 4            | 0            | –           | –           | 4     | 0      | –     | –      | 36    | 7      |
| Wisła Kraków              | 2011/12           | Ekstraklasa       | 16    | 0      | 3            | 1            | –           | –           | 9     | 3      | –     | –      | 28    | 4      |
| Eskişehirspor (wyp.)      | 2012/13           | Süper Lig         | 5     | 1      | 1            | 0            | –           | –           | 4     | 0      | –     | –      | 10    | 1      |
| Wisła Kraków              | 2012/13           | Ekstraklasa       | 13    | 2      | 4            | 2            | –           | –           | –     | –      | –     | –      | 17    | 4      |
| Wisła Kraków              | 2013/14           | Ekstraklasa       | 21    | 1      | 2            | 0            | –           | –           | –     | –      | –     | –      | 23    | 1      |
| Pogoń Szczecin            | 2013/14           | Ekstraklasa       | 13    | 0      | 0            | 0            | –           | –           | –     | –      | –     | –      | 13    | 0      |
| Pogoń Szczecin            | 2014/15           | Ekstraklasa       | 11    | 0      | 2            | 2            | –           | –           | –     | –      | –     | –      | 13    | 2      |
| Pogoń Szczecin            | 2015/16           | Ekstraklasa       | 18    | 1      | 0            | 0            | –           | –           | –     | –      | –     | –      | 18    | 1      |
| Wisła Kraków              | 2015/16           | Ekstraklasa       | 14    | 2      | 0            | 0            | –           | –           | –     | –      | –     | –      | 14    | 2      |
| Wisła Kraków              | 2016/17           | Ekstraklasa       | 35    | 8      | 3            | 1            | –           | –           | –     | –      | –     | –      | 38    | 9      |
| Wisła Kraków              | 2017/18           | Ekstraklasa       | 21    | 1      | 1            | 0            | –           | –           | –     | –      | –     | –      | 22    | 1      |
| Wisła Kraków              | 2018/19           | Ekstraklasa       | 5     | 0      | 0            | 0            | –           | –           | –     | –      | –     | –      | 5     | 0      |
| Spartak Trnawa (wyp.)     | 2018/19           | Fortuna liga      | 7     | 1      | 3            | 0            | –           | –           | 4     | 0      | –     | –      | 14    | 1      |
| Ogółem w karierze         | Ogółem w karierze | Ogółem w karierze | 286   | 40     | 32           | 9            | 16          | 1           | 28    | 3      | 2     | 0      | 364   | 53     |

## Statystyki kariery reprezentacyjnej
| 1. | 14.11.2009 | Warszawa, Polska             | Rumunia   | 0:1 |     | towarzyski |
| 2. | 18.11.2009 | Bydgoszcz, Polska            | Kanada    | 1:0 |     | towarzyski |
| 3. | 17.01.2010 | Nakhon Ratchasima, Tajlandia | Dania     | 1:3 |     | PKT 2010   |
| 4. | 20.01.2010 | Nakhon Ratchasima, Tajlandia | Tajlandia | 3:1 | Gol | PKT 2010   |
| 5. | 23.01.2010 | Nakhon Ratchasima, Tajlandia | Singapur  | 6:1 | Gol | PKT 2010   |
| 6. | 03.03.2010 | Warszawa, Polska             | Bułgaria  | 2:0 |     | towarzyski |
| 7. | 29.05.2010 | Kielce, Polska               | Finlandia | 0:0 |     | towarzyski |
| 8. | 02.09.2011 | Warszawa, Polska             | Meksyk    | 1:1 |     | towarzyski |

## Sukcesy

### Wisła Kraków
- Mistrzostwo Polski (3): 2007/2008, 2008/2009, 2010/2011
- Wicemistrzostwo Polski (1): 2009/2010
- Finalista Pucharu Polski: 2007/2008

### Spartak Trnawa
- Zdobywca Pucharu Słowacji (1): 2018/2019

### Indywidualne
- Odkrycie roku w Plebiscycie Piłki Nożnej: 2009
- Piłkarski Oscar „Odkrycie roku – nadzieja na Euro 2012”: 2009